# Heather Sossaman
Heather Leigh Sossaman (* 25. April 1987 in Long Beach, Kalifornien) ist eine US-amerikanische Schauspielerin.

## Leben und Karriere
Heather Sossaman hatte Rollen in Fernsehserien wie beispielsweise CSI: Miami, Zeit der Sehnsucht oder Hawaii Five-0. Im Horror-Thriller Hollywood Kills (2006) verkörperte sie die Rolle der Sheila Monroe. Im Horror-Thriller Unknown User (2014) agierte sie in der Hauptrolle der Laura. Im gleichen Jahr spielte sie im Katastrophenfilm 10.0 Earthquake in der Rolle der Nicole.  

## Filmografie (Auswahl)
- 1998: Buffy – Im Bann der Dämonen (Buffy the Vampire Slayer, Fernsehserie, eine Episode)
- 2006: Hollywood Kills
- 2006: G.I. Jesus
- 2006: CSI: Miami (Fernsehserie, eine Episode)
- 2008: Remembering Phil
- 2011: CSI: Vegas (CSI: Crime Scene Investigation, Fernsehserie, eine Episode)
- 2011–2012: Zeit der Sehnsucht (Days of Our Lives, Fernsehserie, 4 Episoden)
- 2012: CSI: NY (Fernsehserie, eine Episode)
- 2012: Hawaii Five-0 (Fernsehserie, eine Episode)
- 2014: Unknown User (Unfriended)
- 2014: 10.0 Earthquake
- 2015: Desecrated
- 2015: Navy CIS (Fernsehserie, eine Episode)